# Кирха Раушена
Кирха Раушена, сейчас — храм Святого Преподобного Серафима Саровского — бывшая лютеранская кирха, построенная в 1907 году. Сейчас — православный храм, расположенный в городе Светлогорске (Калининградская область).

## История
Кирха была заложена в 1903 году в городе Раушене (ныне Светлогорск), освящена 7 июля 1907 года. Само здание было спроектировано архитекторами Отто Вальтером Кукуком и Эрнстом Вихманном при участии государственного мастера по строительству. Интерьер кирхи выполнен художником Адольфом Герингом из Раушена. Достопримечательностью церкви являлся резной деревянный алтарь.
Кирха представляет собой прямоугольное здание из полнотелого красного керамического кирпича под двухскатной черепичной крышей. Стены оштукатурены. На северо-западном и юго-восточном фасадах выполнены по три оконных проема со стрельчатыми перемычками, стены усилены контрфорсами. Стрельчатые окна также разделены небольшими контрфорсами. Кирха имеет широкие, но короткие закрытые хоры. Алтарная капитель изображает распятие 1907 г. Кафедра была сделана в готическом стиле, как и вся кирха в целом. Из трех колоколов два были переданы на цветной металл в 1917 г., так как во времена Первой мировой войны Германии его не хватало. На юго-западном фасаде присутствует притвор. Под шатровой черепичной крышей располагается квадратная башня с часами со шпилем.
После Второй мировой войны кирха уцелела. Какое-то время была заброшена, позже, в полевые годы, в ней был устроен спортивный зал. В 1992 году была передана РПЦ. В 1992 году храм Святого Преподобного Серафима Саровского освятил митрополит Смоленский и Калининградский Кирилл.

## Нынешнее состояние
Постановлением Правительства Калининградской области от 23 марта 2007 года № 132 кирха получила статус объекта культурного наследия регионального значения.